# 2015 en Colombie-Britannique
Chronologie de la Colombie-Britannique
- 2011
- 2012
- 2013
- 2014
- 2015
- 2016
- 2017
- 2018
- 2019

Cette page concerne des événements qui se sont produits durant l'année 2015 dans la province canadienne de Colombie-Britannique.

## Politique
- Premier ministre : Christy Clark (Parti libéral)
- Chef de l'Opposition : John Horgan (NPD)
- Lieutenant-gouverneur : Judith Guichon
- Législature : 40e

## Événements
- 4 mars : un incendie de produits chimiques toxiques oblige la fermeture du port de Vancouver (plus grand et le quatrième port en Amérique du Nord du Canada). Les sutorités gérer tard pour contenir le feu, et d'identifier le produit chimique de l'acide trichloroisocyanurique[1].
- 9 décembre : le député provincial d'Oak-Bay-Gordon-Head Andrew J. Weaver est élu par acclamation chef du Parti vert de la Colombie-Britannique. Il succède Adam Olsen.

## Décès
- 16 janvier : Ted Harrison (en), patineur.
- 15 février : Steve Montador, joueur de hockey sur glace.
- 12 mai : John Slater, maire d’Osoyoos et député provinciale de Boundary-Similkameen (2009-2013).
- 4 décembre : Bill Bennett, ancien premier ministre de la Colombie-Britannique.